# Louis Joseph Proust

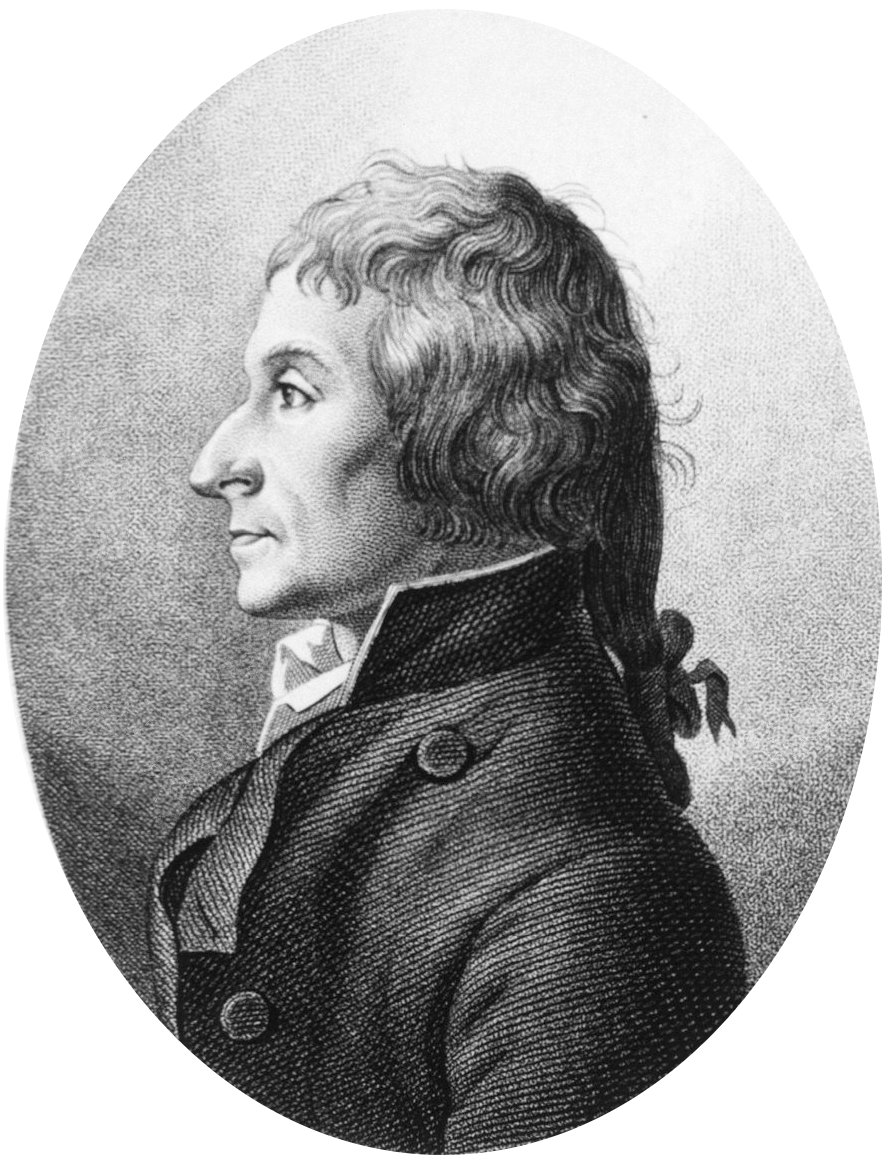
Louis Joseph Proust

Louis Joseph Proust (Angers, 26 september 1754 – aldaar, 5 juli 1826) was een Frans scheikundige.
Joseph Proust was een van de uitvinders van de chemische analyse langs natte weg. Hij staat ook bekend om zijn wet van Proust of de wet van de constante samenstelling uit 1794: Wanneer twee of meer stoffen met elkaar reageren gebeurt dat steeds in een vaste massaverhouding. Indien de stoffen in een andere verhouding reageren, zal een van de stoffen als reactieproduct overblijven. Deze wet vormt samen met de wet van Lavoisier, de wet van behoud van massa, en de wet van Dalton en Richter, wet van veelvuldige massaverhoudingen, de massawetten. Het is een van de voorlopers van het atoommodel. Hij was vanaf 1795 lid van de Académie des sciences. 
Hij verbleef een tijdlang in Madrid, waar hij directeur van het koninklijke laboratorium van  Karel III was. Hij slaagde er daar in 1808 in suiker uit druivensap af te zonderen en werd zodoende bekend voor zijn ontdekking van druivensuiker.
Hij verbrak met J-F Pilâtre de Rozier in 1784 bij Versailles alle records voor het vliegen met een luchtballon, voor snelheid, afstand en hoogte.